# Dunantspitze
Dunantspitze (Ostspitze) – szczyt w Alpach Pennińskich, części Alp Zachodnich. Leży w Szwajcarii w kantonie Valais, blisko granicy z Włochami. Należy do masywu Monte Rosa. Jest to drugi pod względem wysokości szczyt Alp Pennińskich i całej Szwajcarii (po Dufourspitze). Leży między Dufourspitze a Grenzgipfel. Szczyt można zdobyć ze schronisk Cabane du Mont Rose (2795 m), Capanna Margherita (4559 m) oraz Bivacco Marinelli (3036 m). Lodowce pod szczytem to Belvedere i Grenzgletscher.
Pierwszego wejścia dokonali Christopher Smyth, Edmund Smyth i James G. Smyth 1 września 1854 r.
W 2014 roku nazwę zmieniono z Ostspitze na Dunantspitze.